# イヴォ・マレク
イヴォ・マレク（Ivo Malec, 1925年3月30日 - 2019年8月14日）は、クロアチア、ザグレブ生まれの、フランスの現代音楽、電子音響音楽の作曲家、指揮者で、音楽教育者。

## 略歴
ザグレブでクラシック音楽を学んだ後、「唯一無二の師」であるピエール・シェフェールに出会い、現代音楽および電子音響音楽の制作に携わる。1972年から1990年までパリ国立高等音楽院の作曲科教授を務めた。
1959年に創設されたフランス音楽グランプリの1992年受賞者である。
シェフェールの影響を受けて以降は、音楽書法と記譜法の変革に心血を注ぎ、音質、テクスチャーやグランなどといった持続音の素材に興味を示した。彼の足取りはシェフェールのオブジェ・ソノールと結びつけられる。思いがけない方法で器楽と声楽を結びつけたり、時として凶暴でありつつも音楽的で生命力に溢れた音楽を電子音、器楽の響き双方において生み出し、電子音響音楽の作曲技法を楽器法にアイディアとして応用した。主な弟子にドゥニ・デュフール、松本日之春、フランソワ・パリ、ジェラール・ペッソン、フレデリック・デュリユー、フィリップ・ルルー、フィリップ・ユレル、エディット・カナ=ド=シズィなどがいる。
2006年、レジオンドヌールシュヴァリエ賞を受賞。

## 受賞歴
- フランス音楽グランプリ (1992)
- レジオンドヌール、シュヴァリエ賞 (2006)

## 作品年表
- 1949年 《ソナタ》ピアノのための
- 1950年 《三重奏曲》ピアノ、ヴァイオリン、チェロのための
- 1951年 《交響曲》大オーケストラのための
- 1952年 《ラドヴァンの詩》ソプラノ(テノール)とピアノのための (版元：ザグレブ音楽情報センター)
- 1956年 《Le Roi Gordogane》
- 1956年 《Mavena》 テープのための
- 1956年 《Sonata brevis》[2]
- 1957年 《Poèmes de Radovan (Radovanove pjesme)》 声楽と室内オーケストラのための
- 1957年 《Maquettes》器楽アンサンブルのための
- 1958年 《Exercice de style (baroque)》13の弦楽楽器のための
- 1958年 《Tirena》室内楽のための
- 1959年《Mouvements en couleur》オーケストラのための (版元：ビヨード、原版は音楽フランス)
- 1959年 《Hekuba》室内楽のための
- 1960年 《Reflets》テープのための
- 1960年 《Séquences》ヴィブラフォンと弦楽のための[3]
- 1960年 《Les douze mois》ソプラノと小編成器楽アンサンブルのための (版元：音楽フランス)
- 1961年 《Dahovi》テープのための フランス音楽研究グループにて制作 (第一版版元：サラベール、1968年)[4]
- 1961年 《Dialogues》 ピアノまたはクラヴサンのための(版元：ブライトコプフ・ウント・ヘルテル)
- 1961年 《Cembalo spectral》テープのための[5]
- 1961年 《Dubravka》器楽アンサンブルと声楽のための
- 1962年 《Tutti》オーケストラとテープのための (版元：ブライトコプフ・ウント・ヘルテル)[6]
- 1962-1963年 《Trois stèles (Tri stecka)》器楽アンサンブルのための (版元：ザグレブ音楽情報センター)
- 1963年 《Sigma》大オーケストラのための (版元：ブライトコプフ・ウント・ヘルテル)[7]
- 1964年 《Miniatures》ヴァイオリン、フルート、ハープと二台の打楽器のための (版元：ブライトコプフ・ウント・ヘルテル)
- 1964年 《Kikou》小編成器楽アンサンブルのための
- 1965年 《Échos》器楽アンサンブルのための[8]
- 1965年 《Opérabus》声楽、器楽アンサンブル、テープのための
- 1966年 《Cantate pour elle》ソプラノ、ハープ、テープと音響機器のための (版元：サラベール)
- 1966年 《Planètes》器楽アンサンブルのための
- 1967年 《Oral》役者と大オーケストラのための (版元：ブライトコプフ・ウント・ヘルテル)[9]
- 1967年 《Le Roi Lear》器楽アンサンブルのための
- 1968年 《Luminétudes》テープのための  (版元：サラベール)[10]
- 1968年 《Lumina》 12の弦楽合奏とテープのための (版元：サラベール)
- 1968年 《Vocatif》 26の器楽オーケストラのための (版元：ブライトコプフ・ウント・ヘルテル)
- 1969年 《Lied》弦楽と18人の声楽のための (版元：サラベール)[11]
- 1970年 《Spot》テープのための[12]
- 1970年 《Dodecameron》12の独奏声楽家のための (版元：サラベール)
- 1971年 《Victor Hugo - Un contre tous, " affiche musicale "》2人の役者、ソリスト、混声合唱、オーケストラ、テープのための (版元：サラベール)[13]
- 1971年 《Gam(m)es》大オーケストラと2人の指揮者のための (版元：サラベール)
- 1972年 《Bizarra》テープのための (版元：サラベール)
- 1972年 《Kitica》弦楽四重奏のための (版元：サラベール)
- 1973年 《Actuor》6人の独奏打楽器奏者のための (版元：サラベール)
- 1975年 《Arco-11》11人の独奏弦楽奏者のための (版元：サラベール)[14]
- 1975年 《Tehrana》大オーケストラのための (版元：サラベール)
- 1976年 《Arco-22》22の弦楽楽器のための (版元：サラベール)
- 1977-1978年 《Triola ou Symphonie pour moi-même》 テープのための (版元：サラベール)
- 1979年 《Vox, vocis, f.》3人の女性声楽家および9人または15人の器楽奏者のための (版元：サラベール)
- 1980年 《Recitativo》テープのための (版元：サラベール)
- 1981年 《Carillon choral》テープのための (版元：サラベール)
- 1982年 《Week-end》テープのための (版元：サラベール)
- 1983-1984年 《Ottava bassa》コントラバスと大オーケストラのための協奏曲[15] (版元：サラベール)
- 1985年 《Piéris》2台のハープのための (版元：サラベール)
- 1986年 《Attacca》打楽器とテープのための協奏曲 (版元：サラベール)
- 1987年 《Arco-1》チェロ独奏のための
- 1991年 《Artemisia》テープのための
- 1993年 《Doppio Coro》オルガンのための (版元：リコルディ)
- 1994年 《Exempla》大オーケストラのための (版元：リコルディ)
- 1995年 《Ottava alta》ヴァイオリン協奏曲 (版元：リコルディ)
- 1996年 《Saturnalia》コントラバス独奏のための (版元：リコルディ)
- 1997年 《Sonoris Causa》大オーケストラのための (版元：リコルディ)
- 2001年 《Vibrafonietta》ヴィブラフォン独奏および弦楽合奏のための (版元：サラベール)[16]
- 2003年 《… Arc-en-cello》チェロ協奏曲 [17]
- 2004年 《Saxo-1》 バリトンサクソフォンのための
- 2006年 《Epistola》 独唱四人、合唱、オーケストラのための

## ラジオ放送
- 「ラジオ・アリグレ」へのマレクの招待 (fr)
- マレクの弟子達 (fr)